# Перстач кавказький
Перстач кавказький (лат. Potentilla caucasica) — вид квіткових рослин роду перстач родини розові (Rosaceae).
За даними The Plant List, є синонімом Potentilla thuringiaca Bernh.

## Ботанічний опис
Багаторічна рослина 15–30 см заввишки.
Стебла приземисті, висхідні.
Нижні листки на довгих черешках, зазвичай із 7 листочками

## Поширення в Україні
Зустрічається у Криму, росте посеред чагарників.